# Гнетнёв, Владимир Семёнович
Владимир Семёнович Гнетнёв (1924 — 1992) — передовик советского железнодорожного транспорта, 	составитель поездов станции Хабаровск Дальневосточной железной дороги, Герой Социалистического Труда (1974). Почётный гражданин города Хабаровска (1983).

## Биография
Родился в 1924 году в селе Старое Роговое, ныне Горшеченского района Курской области в русской крестьянской семье. В 1939 году завершил обучение в седьмом классе Роговской средней школы. Поступил на обучение в Хабаровский техникум железнодорожного транспорта, получил специальность военный техник. В возрасте семнадцати лет добровольцем ушел на фронт. Завершил обучение в школе военных телеграфистов и был направлен на Западный фронт в войсках связи. В ходе первого боя получил ранение, но продолжал обеспечивать связью полк. Командование отметило такой героизм и наградило его медалью «За отвагу». Пройдя лечение в медицинском госпитале, он был направлен в одну из дальневосточных дивизий, находящуюся в составе 3-го Белорусского фронта. Там его второй раз представили к награде медалью «За отвагу». Во время войны был 9 раз ранен, а Победу встретил в Кенигсберге. Участник военной операции с милитаристской Японией. В 1946 году уволен со службы в звании старшего сержанта, связиста, возвратился в Хабаровск.
Трудоустроился на станцию Хабаровск-2 Дальневосточной железной дороги. Начал трудовую деятельность весовщиком, а затем стал работать составителем поездов. На этой трудной и малопрестижной, но для железной дороги необходимой работе, он работал без помощника, обрабатывая составы на трёх путях вместо положенных двух.
Указом Президиума Верховного Совета СССР от 16 января 1974 года за выдающиеся успехи в выполнении и перевыполнении планов 1973 года и принятых социалистических обязательств Владимиру Семёновичу Гнетнёву присвоено звание Героя Социалистического Труда с вручением ордена Ленина и золотой медали «Серп и Молот».
Продолжал работать на железной дороги до выхода на заслуженный отдых в 1984 году. На протяжении 15 лет возглавлял группу народного контроля, избирался депутатом Хабаровского городского Совета в трёх созывах.
Проживал в городе Хабаровске. Умер в 1992 году. Его имя занесено в Книгу почётных граждан города Хабаровска.

## Награды
За трудовые и боевые успехи удостоен:
- золотая звезда «Серп и Молот» (16.01.1974)
- орден Ленина (16.1.1974)
- Орден Отечественной войны II степени (11.03.1985)
- Орден Трудового Красного Знамени
- Орден Знак Почёта
- медаль За отвагу
- другие медали.
- Почётный железнодорожник
- Почётный гражданин города Хабаровск (23.5.1983).